# ディレクターズスーツ

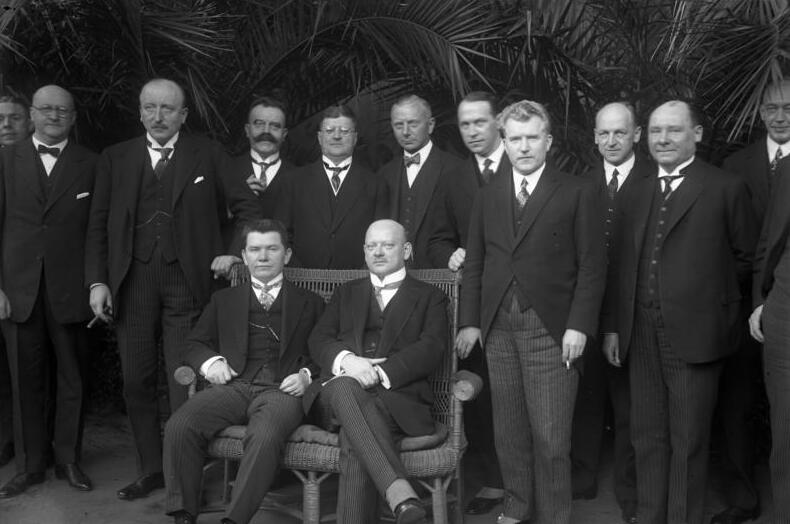
リトアニア首相ヴォルデマラス（左）とドイツ国外相シュトレーゼマン（右）が1929年に会談した際の記念撮影。写っている人々はコールズボンが明るい色と暗い色の2種類を着用している

ディレクターズスーツ（Director's suit）とは、黒色の背広とコールズボンの組み合わせの礼服をいう。アメリカではストロウラー（Stroller）、イギリスではブラック・ラウンジ・スーツ（Black lounge suit）とも。また、戦間期のヨーロッパで活躍したドイツの政治家グスタフ・シュトレーゼマンが当スタイルを導入していたことから、大陸ヨーロッパ諸国では彼の名をとってシュトレーゼマン（Stresemann）と呼ばれる。欧州などではフロックコートやモーニングコート（昼間用礼服）よりも格下で、夜間のタキシードとともに昼間のセミ・フォーマル（en:Semi-formal）とされる。ブラックスーツ（黒の背広服）が略礼装とされる日本においては、それより格上の準礼装とされる。
欧米で流行した重役（director = 指導者、管理者・取締役、監督者の意）の執務服であり、日本ではブラックスーツ（略礼服）の上着とモーニングのコールズボンを組合わせて、商品化されたもの。

## 基本的な構成
文化出版局『服飾辞典』による一般的な装い。
- 上着
  - シングルブレストまたはダブルブレストの背広型ジャケット。色は一般的には黒、しかしミッドナイトブルーかグレーの物でもいいとされる[3]。生地はカシミア、ウーステッド、チェビオットなどのウール系。
- コールズボン
  - 黒とグレイの縞柄の折り返しの無いズボン[2]。
- ウェストコート
  - 黒かグレイか淡黄（バフ）色[2]。